# Martin Maritz
Martin Maritz (Pretoria, 3 november 1977) is een Zuid-Afrikaans golfprofessional, die actief was op de Sunshine Tour.

## Loopbaan
Tijdens de golfamateurcarrière van Maritz meerdere golftoernooien zoals het Transvaal Amateur Championionship.
In 2000 werd Maritz een golfprofessional en hij ging meteen aan de slag op de Sunshine Tour. In 2001 behaalde hij zijn eerste profzege door de Nelson Mandela Invitational te winnen. Hij won toen samen met Simon Hobday het toernooi.
In 2012 speelde Martiz voor de laatste keer een volledige golfseizoen op de Sunshine Tour.

## Prestaties

### Professional
Sunshine Tour
| Nr. | Datum            | Toernooi                    | Score     | Score | Info                          |
| --- | ---------------- | --------------------------- | --------- | ----- | ----------------------------- |
| 1   | 25 november 2001 | Nelson Mandela Invitational | 61+62=123 | –21   | Simon Hobday was zijn partner |